# Anne Hathaway
Anne Jacqueline Hathaway, född 12 november 1982 i Brooklyn i New York, är en amerikansk skådespelare.

## Uppväxt
Anne Hathaway föddes 1982 i Brooklyn i New York. Hennes far, Gerald Thomas Hathaway, arbetar som jurist medan modern, Kathleen Ann (född McCauley), är skådespelare som inspirerat Hathaway att följa i hennes fotspår. Familjen flyttade från Brooklyn till Millburn, New Jersey, när hon var sex år gammal. Hathaway har en äldre bror, Michael, och en yngre, Thomas. Hon är främst av irländsk och fransk börd med avlägsna indianska och tyska rötter.

## Karriär
Efter att under tonåren spelat teater i några år, fick hon en större roll i TV-serien Get Real 1999. Genombrottet för den breda publiken kom med rollen som Mia Thermopolis i filmen En prinsessas dagbok 2001 samt i uppföljaren 2004. 
Efter En prinsessas dagbok fortsatte Hathaway med familjefilmer: en roll i 2002 års version av Nicholas Nickleby samt titelrollen i Ella den förtrollade. Hon var också påtänkt i rollen som körflickan Christine i Fantomen på Operan, men tackade nej. Därefter tog hon på sig vuxnare roller och spelade en rik knarkande tjej i Kaos och cowboyhustru i westernfilmen Brokeback Mountain. 2007 hade hon titelrollen i En ung Jane Austen. Hathaway har vunnit en Emmy i kategorin "Outstanding Voice-Over Performance" för sin röst som prinsessan Penelope i avsnittet Once Upon A Time In Springfield i TV-serien Simpsons; hon har även medverkat i avsnittet The Good, the Sad and the Drugly som Jenny.
2009 nominerades hon till en Oscar såväl som en Golden Globe i kategorin bästa kvinnliga huvudroll för sin roll som Kym i Rachel Getting Married. Vid Oscarsgalan 2013 nominerades hon igen och vann denna gång priset för Bästa kvinnliga biroll för sin roll som Fantine i Les Misérables.
Tillsammans med James Franco var hon värd för Oscarsgalan 2011.
Hon är vegetarian och engagerad i djurens rättigheter.

## Familj
Hathaway är sedan september 2012 gift med skådespelaren och affärsmannen Adam Shulman. I mars 2016 fick de sitt första barn, en son. I november 2019 fick de sin andra son.

## Filmografi i urval

### Filmer
| År   | Titel                                     | Roll                                  | Anm. |
| ---- | ----------------------------------------- | ------------------------------------- | --- |
| 2001 | En prinsessas dagbok                      | Mia Thermopolis                       | Nominerad — MTV Movie Award for Best Breakthrough Performance Nominerad — Teen Choice Award for Movie;– Choice Actress, Comedy |
| 2001 | The Other Side of Heaven                  | Jean Sabin                            | |
| 2002 | Neko no ongaeshi                          | Haru Yoshioka                         | Röstroll (engelsk dubbning) |
| 2002 | Nicholas Nickleby                         | Madeline Bray                         | National Board of Review Award for Best Cast |
| 2004 | Ella den förtrollade                      | Ella                                  | |
| 2004 | En prinsessas dagbok 2 - kungligt uppdrag | Mia Thermopolis                       | |
| 2005 | Sanningen om Rödluvan                     | Red Puckett                           | Röstroll |
| 2005 | Kaos                                      | Allison Lang                          | |
| 2005 | Brokeback Mountain                        | Lureen Newsome Twist                  | Nominerad — Gotham Award for Best Ensemble Cast Nominerad—Screen Actors Guild Award for Outstanding Performance by a Cast in a Motion Picture |
| 2006 | Djävulen bär Prada                        | Andrea Sachs                          | Nominerad — Teen Choice Award for Movie – Choice Chemistry |
| 2007 | En ung Jane Austen                        | Jane Austen                           | Nominated—British Independent Film Award for Best Actress |
| 2008 | Get Smart                                 | Agent 99                              | Nickelodeon Kids' Choice Award for Favorite Movie Actress |
| 2008 | Passengers                                | Claire Summers                        | |
| 2008 | Rachel Getting Married                    | Kym Buchman                           | Austin Film Critics Association Award for Best Actress Broadcast Film Critics Association Award for Best Actress Chicago Film Critics Association Award for Best Actress Dallas-Fort Worth Film Critics Association Award for Best Actress National Board of Review Award for Best Actress Palm Springs International Film Festival — Desert Palm Achievement Award Prism Award for Best Performance in a Feature Film Southeastern Film Critics Association Award for Best Actress Nominerad — Academy Award for Best Actress Nominerad—Broadcast Film Critics Association Award for Best Cast Nominerad—Golden Globe Award for Best Actress - Motion Picture Drama Nominerad—Gotham Award for Best Ensemble Cast Nominerad—Independent Spirit Award for Best Lead Female Nominerad—London Film Critics Circle Award for Best Actress Nominerad—New York Film Critics Circle Award for Best Actress Nominerad—Online Film Critics Society Award for Best Actress Nominerad—Satellite Award for Best Actress - Motion Picture Drama Nominerad—Screen Actors Guild Award for Outstanding Performance by a Female Actor in a Leading Role - Motion Picture |
| 2009 | Bröllopsduellen                           | Emma Allen                            | Teen Choice Award for Choice Movie Actress: Comedy Nominerad—MTV Movie Award for Best Performance Nominerad—MTV Movie Award for Best Fight Nominerad—Teen Choice Award for Choice Movie Rockstar Moment Nominerad—Teen Choice Award for Choice Movie Rumble |
| 2009 | PoliWood                                  | Sig själv                             | Dokumentär |
| 2010 | Valentine's Day                           | Liz                                   | Nominerad—Teen Choice Award for Movie Scene Stealer – Female |
| 2010 | Alice i Underlandet                       | Mirana, Den Vita Drottningen          | Scream Award for Best Supporting Actress Nominerad—Teen Choice Award for Movie Scene Stealer – Female |
| 2010 | Love and Other Drugs                      | Maggie Murdock                        | Satellite Award for Best Actress – Motion Picture Musical or Comedy Nominerad—Golden Globe Award for Best Actress – Motion Picture Musical or Comedy Nominerad—Washington D.C. Area Film Critics Association Award for Best Actress |
| 2011 | Rio                                       | Jewel                                 | Röstroll Nominerad—Teen Choice Award for Choice Animated Voice Nominerad—People's Choice Award for Favorite Animated Movie Voice |
| 2011 | En dag                                    | Emma Morley                           | Nominerad—People's Choice Award for Favorite Movie Actress |
| 2012 | The Dark Knight Rises                     | Selina Kyle/Catwoman                  | |
| 2012 | Les Misérables                            | Fantine                               | Oscar för bästa kvinnliga biroll Golden globe award for best actress - musical or comedy |
| 2013 | Don Jon                                   | Filmstjärna                           | cameo |
| 2014 | Song One                                  | Franny                                | |
| 2014 | Rio 2 – Prövar vingarna i Amazonas        | Jewel                                 | Röstroll |
| 2014 | Don Peyote                                | Agent of TRUTH                        | |
| 2014 | Interstellar                              | Dr. Amelia Brand                      | |
| 2015 | The Intern                                | Jules Ostin                           | |
| 2016 | Alice i Spegellandet                      | Den Vita Drottningen ("Young Mirana") | |
| 2016 | Colossal                                  | Gloria                                | |
| 2018 | Ocean's 8                                 | Daphne Kluger                         | |
| 2019 | Dark Waters                               | Sarah Bilott                          | |
| 2019 | Serenity                                  | Karen Zariakas                        | |
| 2019 | The Hustle                                | Josephine Chesterfield                | |
| 2020 | The Last Thing He Wanted                  | Elena McMahon                         | |
| 2020 | Roald Dahls Häxorna                       | Grand High Witch                      | |
| 2021 | Locked Down                               | Linda                                 | |
| 2022 | Armageddon Time                           | Esther Graff                          | |
| 2023 | Eileen                                    | Rebecca Saint John                    | |
| 2023 | She Came to Me                            | Patricia Jessup-Lauddem               | Även producent |
| 2024 | Mothers' Instinct                         | Céline                                | Även producent |
| 2024 | The Idea of You                           | Solène Marchand                       | Även producent |
| 2026 | The Devil Wears Prada 2                   | Andrea "Andy" Sachs                   | |
| 2026 | The Odyssey                               | TBA                                   | |
| 2026 | Flowervale Street                         | TBA                                   | |
| 2026 | Verity                                    | Verity Crawford                       | Även producent |

### TV-serier
| År   | Titel                      | Roll                                                        | Noter |
| ---- | -------------------------- | ----------------------------------------------------------- | --- |
| 1999 | Get Real                   | Meghan Green                                                | 1999–2000 (13 episoder) Nominerad—Teen Choice Award for TV – Choice Actress Nominerad—Young Artist Award for Best Performance in a TV Series – Young Ensemble |
| 2007 | Elmo's Christmas Countdown | Sig själv                                                   | |
| 2008 | Saturday Night Live        | Värd (Sig själv)                                            | Säsong 34, Episod 4: "Anne Hathaway/The Killers" |
| 2009 | Simpsons                   | Jenny                                                       | Säsong 20, Episod 17: "The Good, the Sad and the Drugly" |
| 2010 | Simpsons                   | Princess Penelope                                           | Säsong 21, Episod 10: "Once Upon a Time in Springfield" Primetime Emmy Award for Outstanding Voice-Over Performance                                           |
| 2010 | Saturday Night Live        | Värd (Sig själv)/Olika karaktärer/Dorothy/Alanis Morissette | Säsong 36, Episod 7: "Anne Hathaway/Florence and the Machine"                                                                                                 |
| 2010 | Family Guy                 | Mother Maggie / Sig själv                                   | Säsong 8, Episod 13: "Go Stewie Go" - Episod 16: "April in Quahog"                                                                                            |
| 2011 | Family Guy                 | Hot Blonde                                                  | Säsong 9, Episod 21: "It's a Trap!" |

### Teater
| År   | Titel            | Roll  | Noter |
| ---- | ---------------- | ----- | --- |
| 2009 | Trettondagsafton | Viola | Delacorte Theater (25 juni 2009 – 12 juli 2009) Nominerad – Drama Desk Award for Outstanding Actress in a Play |